# Cerea (Creta)
Cerea (en griego, Κεραία) es el nombre de una antigua ciudad griega de Creta.
Durante una guerra que se produjo entre Cnosos y Lictos en el siglo III a. C., en un principio todos los cretenses luchaban contra Lictos pero luego surgieron desavenencias entre los cretenses y algunos, como los habitantes de Cerea, junto con los de Polirrenia, Lappa, Orio y arcadios de Creta se aliaron con Lictos.
Cerea es mencionada en la lista de las ciudades cretenses que firmaron una alianza con Eumenes II de Pérgamo en el año 183 a. C.
Se conservan monedas acuñadas por Cerea fechadas desde aproximadamente los años 330-280/270 a. C. donde figura la inscripción «ΚΕΡΑΙΤΑΝ».